# Педро де ла Роса
Педро де ла Роса (на испански: Pedro de la Rosa) е испански пилот от Формула 1, състезаващ се за отбора на Заубер.

## Кариера
Педро де ла Роса е карал за отборите на Ероуз, Ягуар, Макларън и Заубер.

### Ероуз
Педро де ла Роса влиза във Формула 1 като тест-пилот на Джордан Гран При през 1998 г. За следващата 1999 г. успява да си осигури място в отбора на Ероуз. С него става един от малкото пилоти, спечелили точка още в първото си състезание. До края на сезона не печели повече точки и завършва сезон 1999 на 18-о място. През следващата година спечелва 2 точки – по една на пистите Хокенхайм и Нюрбургринг.

### Ягуар
В Ягуар кара през сезон 2001 и 2002. Заема титулярната позиция в отбора, на мястото на Лучано Бурти, за Голямата награда на Испания за 2001 г., петият старт от сезона. Отпада в първите си три състезания с екипа на Ягуар, включително и в Монако, където съотборникът му Еди Ървайн постига най-големия успех за отбора – 3-то място. Де ла Роса печели точки в двете северноамерикански състезания – завършва 6-и в Голямата награда на Канада и 5-и в Голямата награда на САЩ. Така в края на сезона има 3 точки. През следващия сезон е титуляр в отбора и участва във всички състезания, но двете му най-добри класирания са 8-о място, така че не печели точки.

### Макларън
Най-големите си успехи постига с Макларън през 2006 г., когато записва единственото си завършване на подиума — втори в Голямата награда на Унгария. С Макларън Педро де ла Роса участва в едва 9 състезания — едно през 2005 г. и осем през 2006 г. След 2006 г. де ла Роса не участва в състезания, но е тест-пилот на Макларън до 2010, когато преминава в отбора на Заубер. Към януари 2010 е петият най-опитен тест-пилот в историята на Формула 1, по отношение на броя тестови дни.

### Заубер
Педро де ла Роса се завръща като състезаващ се пилот във Формула 1 с екипа на Заубер по време на първото състезание от сезона през 2010 – Голямата награда на Бахрейн. Съотборник му е младият японски талант Камуи Кобаяши.